# Katedra Mariacka w Fürstenwalde/Spree
Katedra Mariacka (niem. Dom St. Marien) – luterańska świątynia znajdująca się w niemieckim mieście Fürstenwalde/Spree. Dawna siedziba diecezji lubuskiej.

## Historia
Kościół w tym miejscu wzniesiono w roku 1230. W 1385 roku do Fürstenwalde przeniesiono siedzibę diecezji lubuskiej, a miejski kościół parafialny wyniesiono do godności katedry. W 1432 roku budynek został częściowo zniszczony przez husytów. W 1446 roku rozpoczęto budowę trójnawowego, gotyckiego kościoła halowego, który konsekrowano w roku 1470. W 1556 roku odprawiono tu pierwsze nabożeństwo protestanckie. W 1576 roku wieża, dach i organy zostały zniszczone wskutek pożaru wywołanego uderzeniem pioruna. Diecezję lubuską oficjalnie zlikwidowano w 1598 roku. W 1731 roku wieża zawaliła się, budowę nowej zakończono w roku 1757 przy pomocy pieniężnej króla Fryderyka II Wielkiego. W 1766 roku uderzenie pioruna ponownie zniszczyło wieżę i dach. W następnym roku, podczas odbudowy, wieża uzyskała obecny kształt, a gotyckie sklepienia rozebrano i zastąpiono je płaskim stropem pokrytym stiukiem. W latach 1908–1910 kościół poddano regotycyzacji polegającej m.in. na wzniesieniu nowych sklepień. Kościół został doszczętnie zniszczony w ostatnich dniach II wojny światowej, cenne wyposażenie uległo destrukcji. Odbudowa murów trwała do lat 70., a w 1988 przystąpiono do aranżacji wnętrza. Ponowne otwarcie świątyni miało miejsce w Święto Reformacji 31 października 1995 roku.

## Architektura
Świątynia gotycka z elementami neogotyku, pierwotnie trójnawowa, z absydą i obejściem. Barokowa wieża ma wysokość 68 metrów. Wnętrze zdobi sakramentarium, ufundowane w 1517 roku przez biskupa Dytryka von Bülowa, który został upamiętniony na znajdującym się w kościele epitafium. Barokowy ołtarz główny pochodzi z kościoła klasztornego w Jüterbogu. Organy składają się z około 4300 piszczałek zgrupowanych w 69 głosów, co czyni je drugimi co do wielkości organami w Brandenburgii. Na wieży kościoła zawieszone są trzy dzwony – dzwon brązowy z 1775 roku i dwa dzwony stalowe.

## Galeria

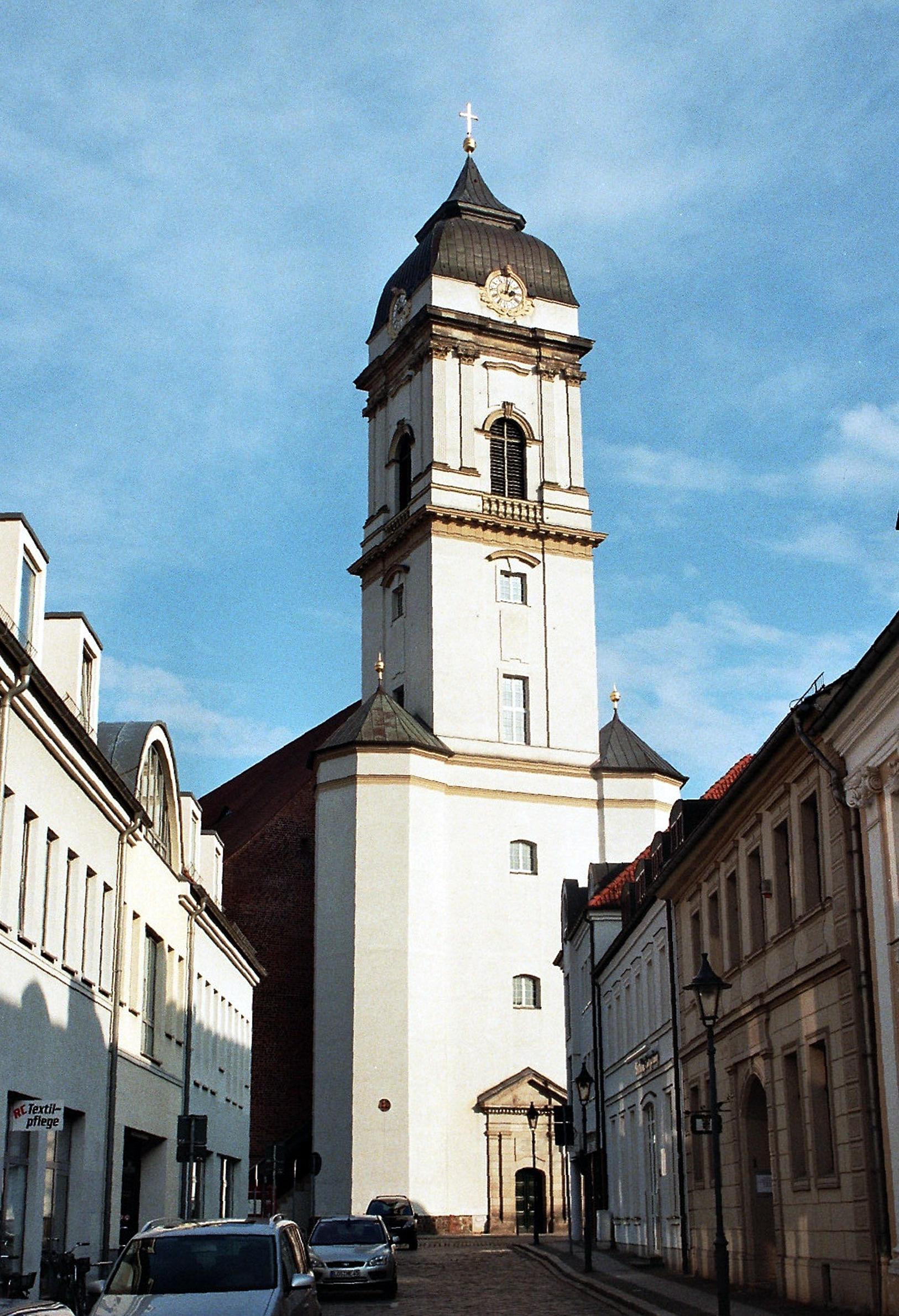
Fasada
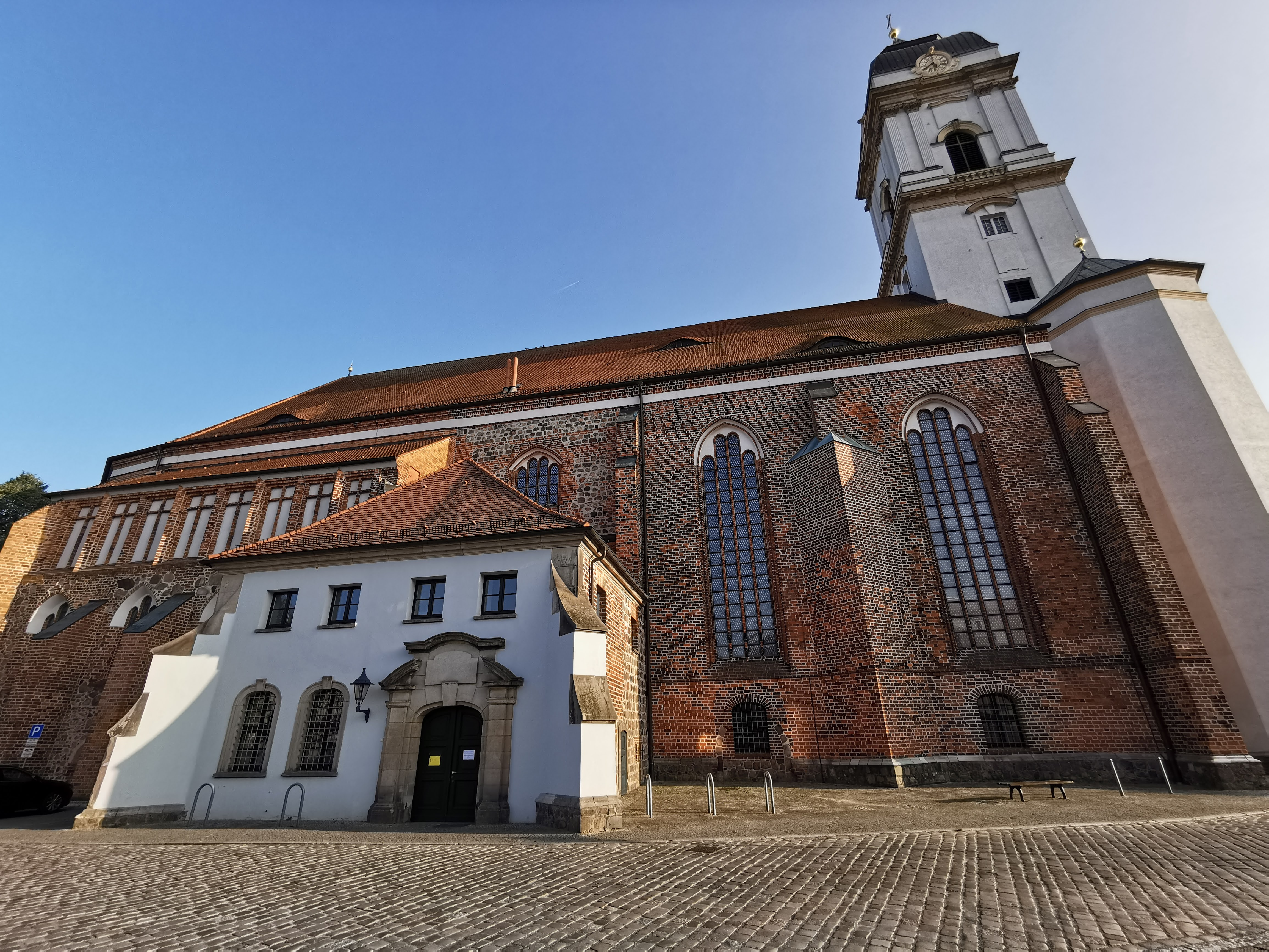
Północna elewacja
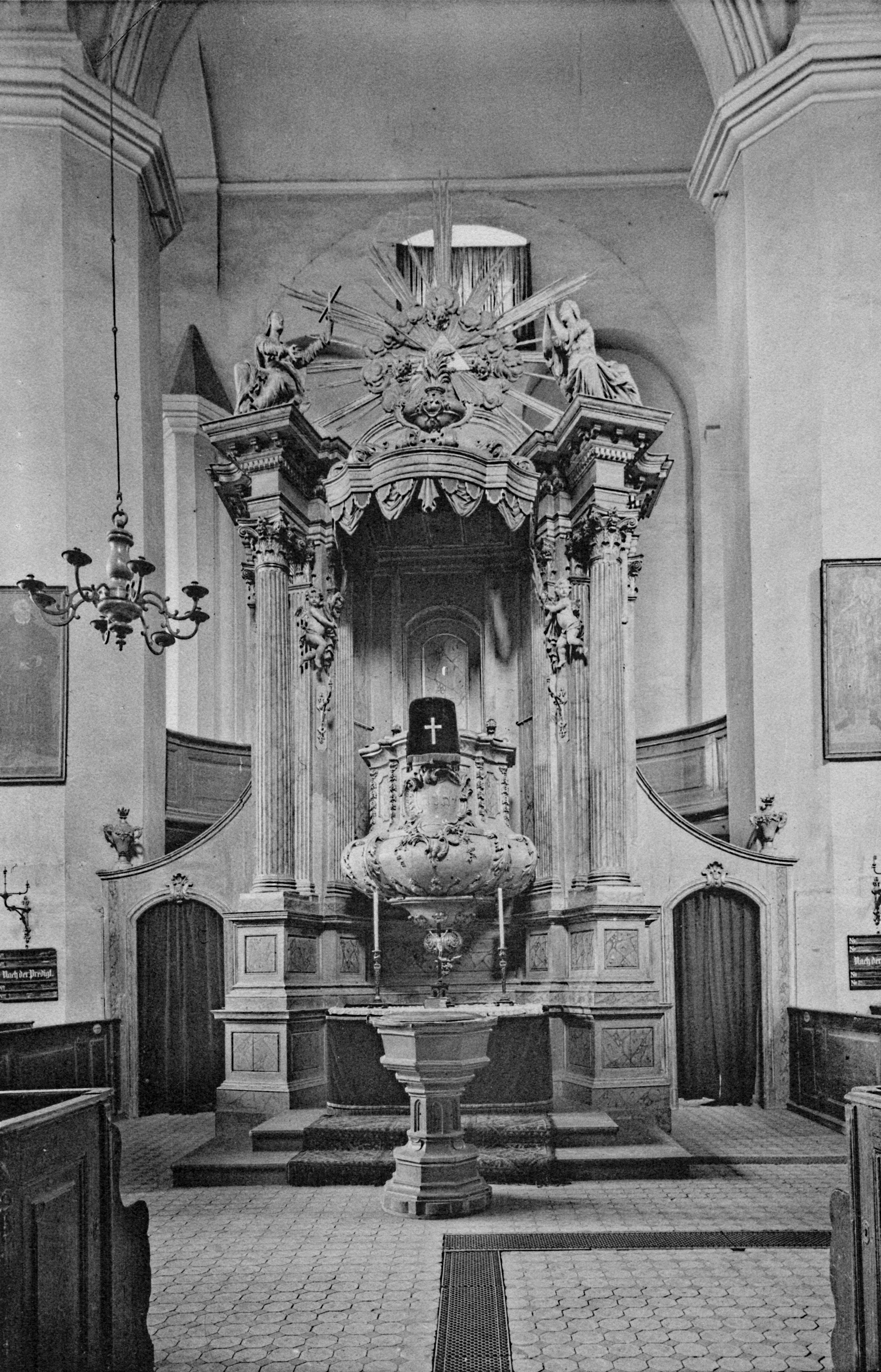
Dawny ołtarz główny, 1909
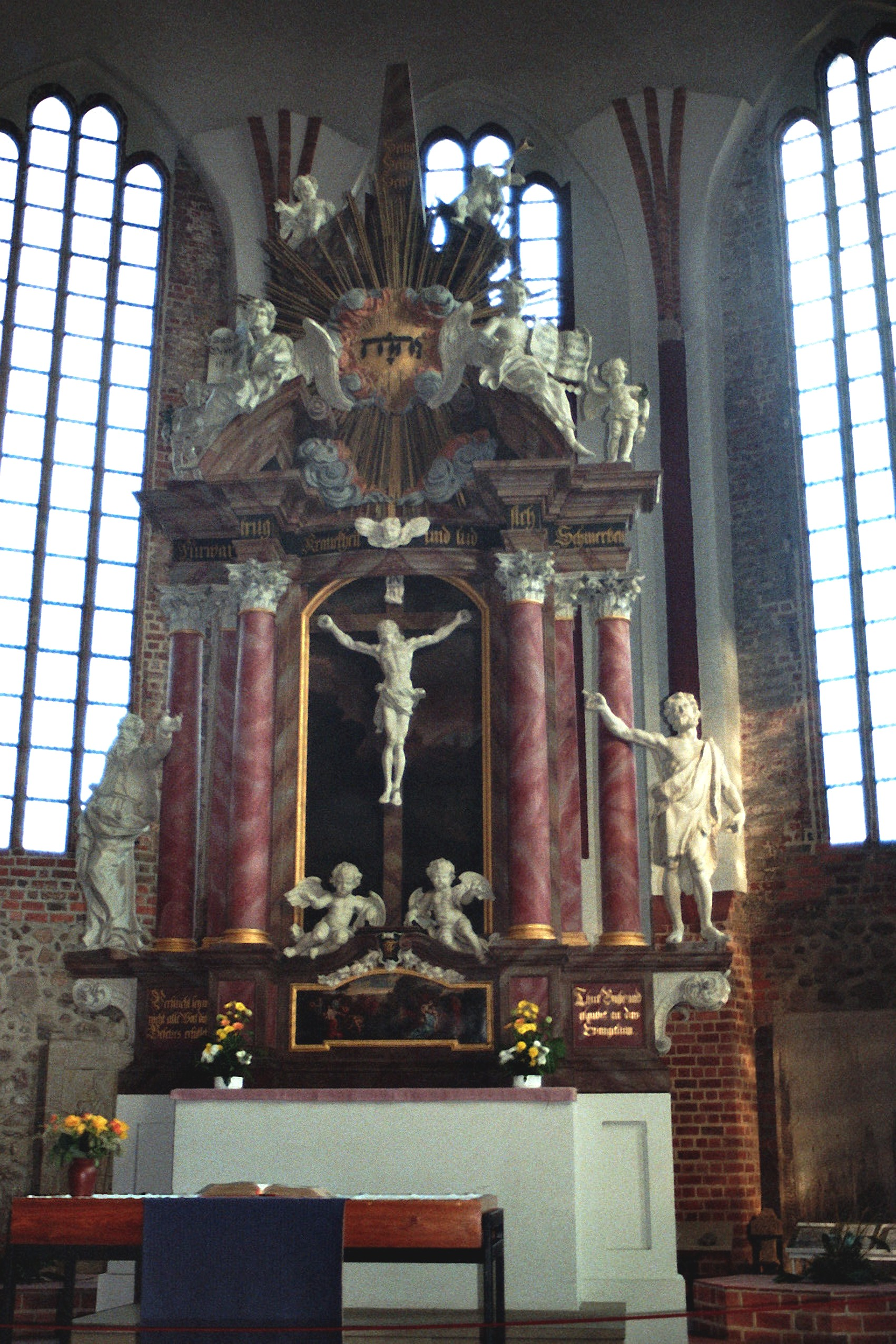
Obecny ołtarz
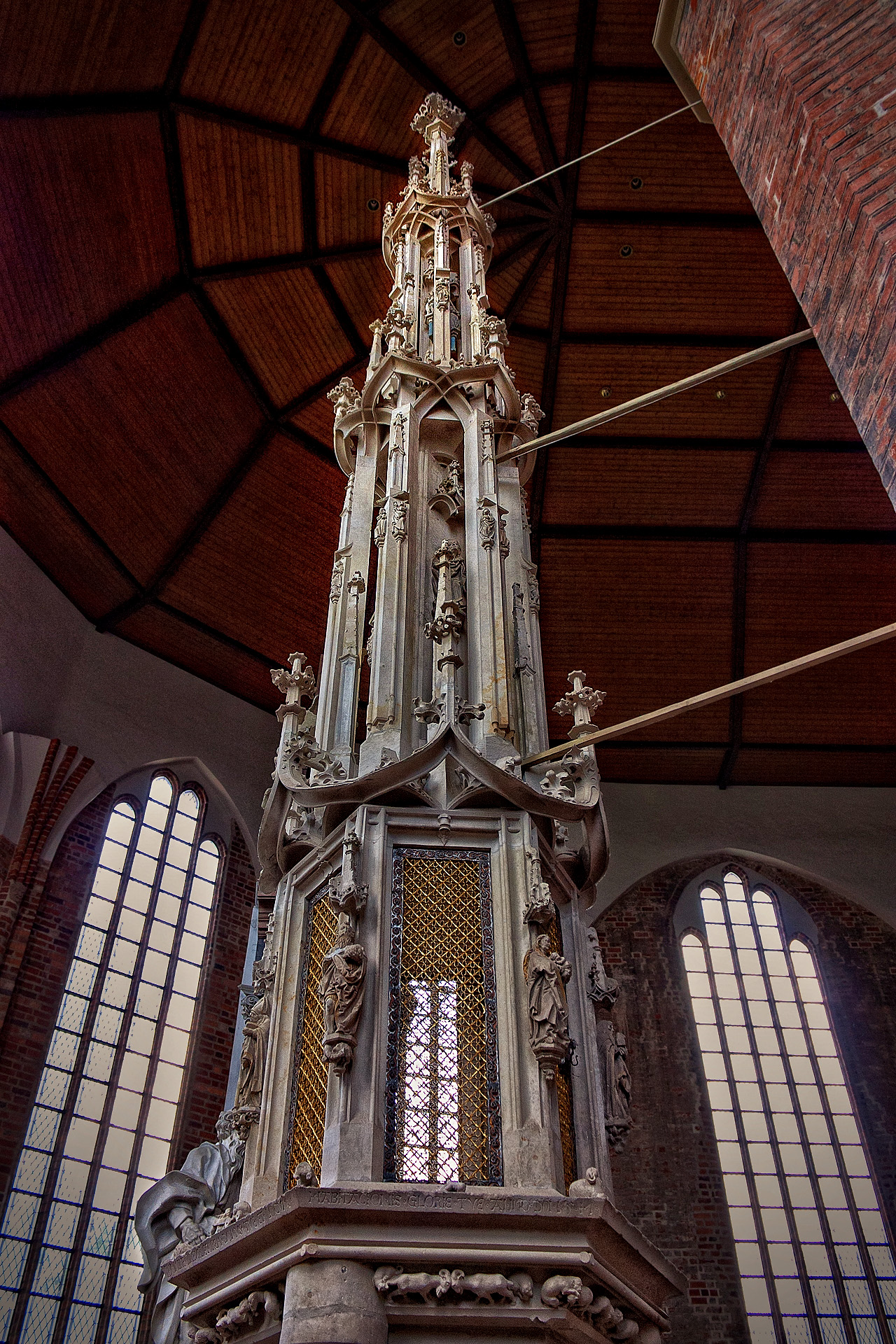
Sakramentarium